# Сефевідський Іран
Сефевидська імперія  — одна з найбільших іранських імперій з часів мусульманського завоювання Персії, в якій з 1501 до 1736 року правила династія Сефевідів.
Сефевидську імперію часто вважають родоначальником сучасної історії Ірану, а також однією з «імперій пороху».
Заснування Сафевидськими шахами школу імамітів шиїтського ісламу як офіційної релігії імперії ознаменувало один з найважливіших поворотних моментів історії мусульман.
У середньовічних джерелах держава частіше називалося державою Кизилбашів (Доулет-е кизилбаш).
Кизилбаші (від тюркск. «Червоноголові») — об'єднання тюркських кочових племен устаджли, шамлу, румлу, афшар, зулькадар, текелі, каджар і ін., що говорили турецькою мовою, були панівною частиною суспільства.

Відомо, що тюрки-кизилбаші голили бороди, відпускали довгі турецькі вуса, а на голеній голові залишали чуб. За словами агента Московської компанії Лайонеля Племтрі, який побував у Сефевидській імперії в 1568—1574 роках, довжина чуба в кизилбашів могла досягати 2 футів (~ 61 см), а її власники вірили в те, що за допомогою нього вони легше перенесуться на небо, коли помруть.

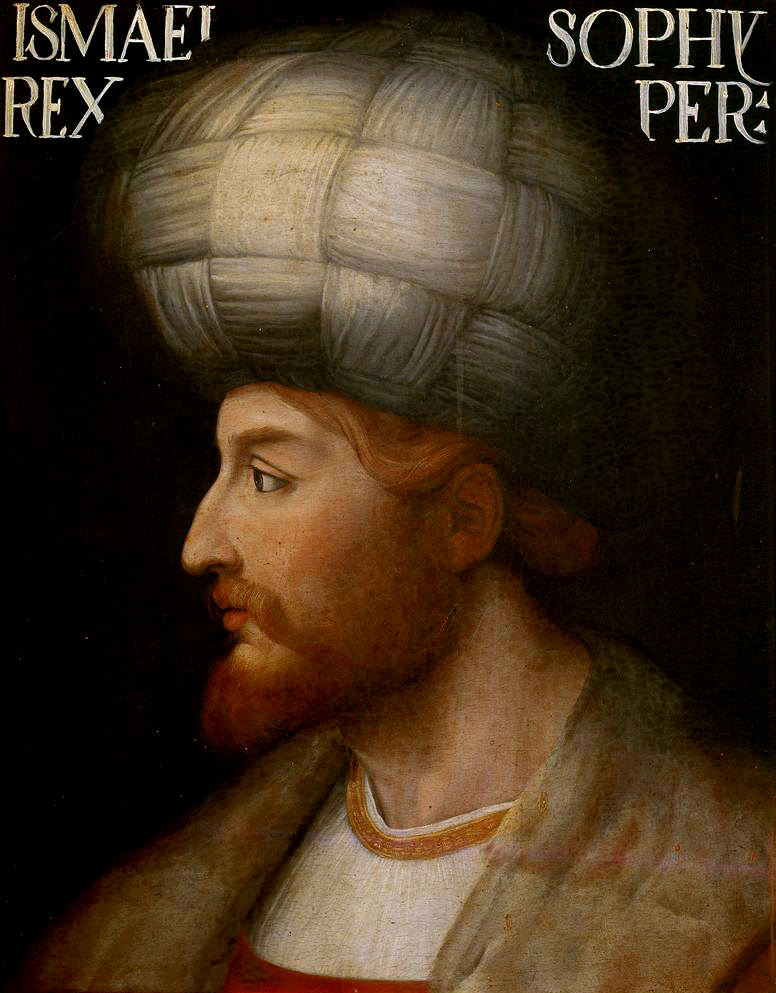
Шах Ісмаїл I
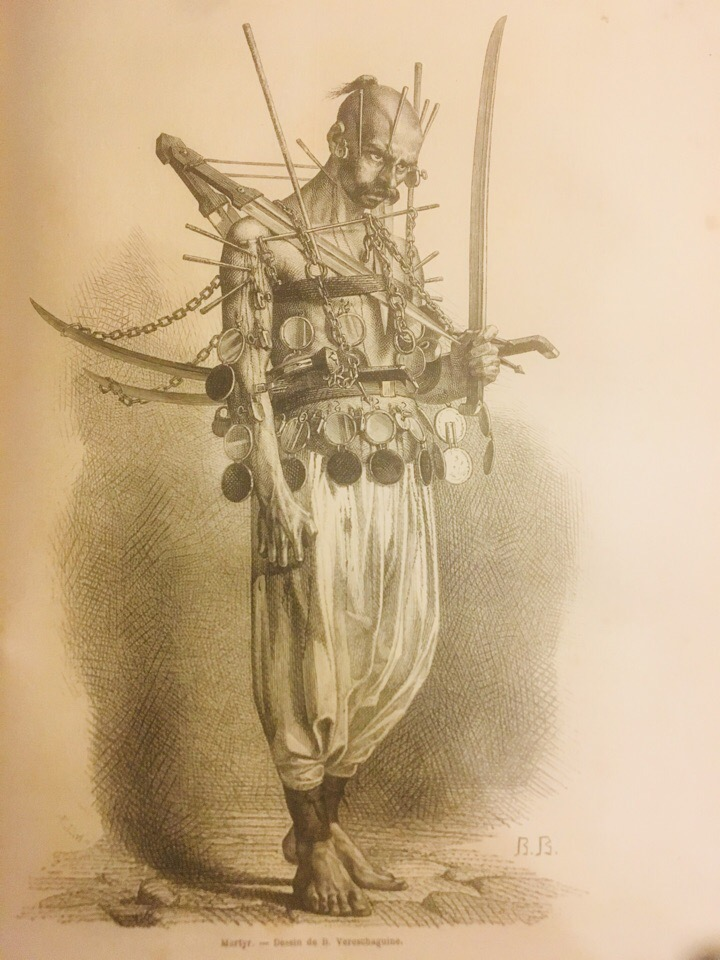
Традиційна зачіска кизилбашів "кекіл"
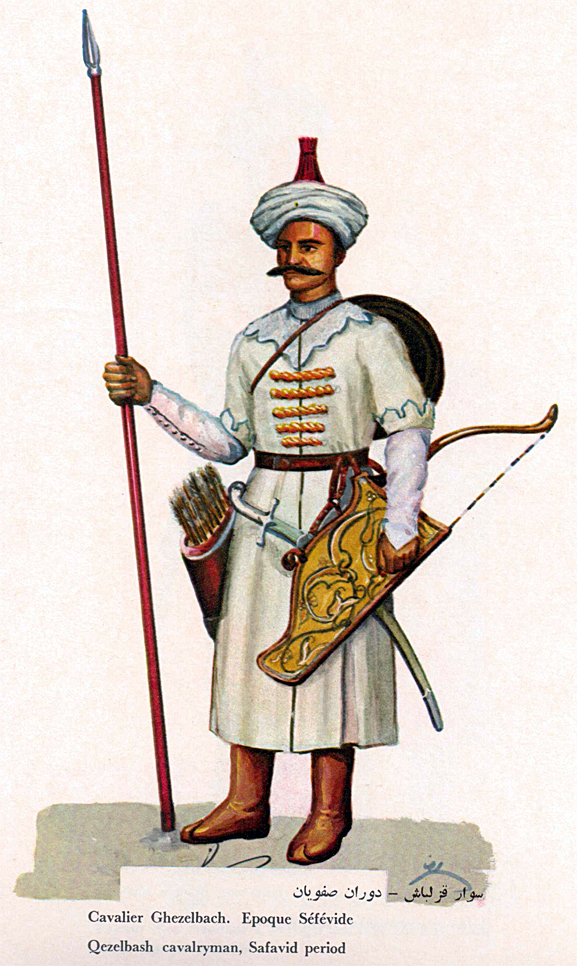
Воїн-кизилбаш

Засновник держави, шах Ісмаіл I, відомий як класик тюркської та перської літератури. Відомі його газелі, епічна поема «Десять листів» (1506), «Книга настанов», писав під псевдонімом «Хатаї». Він вплинув на розвиток всієї тюркомовної поезії.